# Greenville (hrabstwo Orange)
Greenville – miasto w Stanach Zjednoczonych, w stanie Nowy Jork, w hrabstwie Orange. W 2010 zamieszkiwało w nim ponad 4500 osób.